# Cape May
Cape May é uma cidade localizada no estado americano de Nova Jérsei, no Condado de Cape May.

## Demografia
Segundo o censo americano de 2000, a sua população era de 4034 habitantes. Em 2006, foi estimada uma população de 3809, um decréscimo de 225 (-5,6%).

## Geografia
De acordo com o United States Census Bureau tem uma área de 7,2 km², dos quais 6,4 km² cobertos por terra e 0,8 km² cobertos por água. Cape May localiza-se a aproximadamente 3 m acima do nível do mar.

## Localidades na vizinhança
O diagrama seguinte representa as localidades num raio de 8 km ao redor de Cape May.